# Бургундска Нидерландия
Бургундска Нидерландия (на френски: Pays-Bas Bourguignons; на немски: Burgundische Niederlande; на нидерландски: Bourgondische Nederlanden) e територия в днешните Нидерландия, Белгия и Люксембург по време на бургундското и в началото на Хабсбургското владичество в историческата област Нидерландия.

## История
Управлявана е първо от 1384 до 1530 г. от херцога на Бургундското херцогство, след това от ерцхерцога на Австрия (в персоналунион) с регент управителя на Хабсбургска Нидерландия. Столица е Брюксел. Съществува между 14 – 16 век.
Владяна е от 1428 до 1477 г. от Династията Валоа Бургундия, от 1477 до 1522 г. от Дом Хабсбурги. През 1500 или 1512 г. император Максимилиан I от Бургундска Нидерландия и Свободното графство Бургундия образува Бургундски имперски окръг на Свещената Римска империя.
През 1522 г. Бургундска Нидерландия влиза в Кралство Испания по договора за подялба на наследството в Брюксел между Карл V и брат му Фердинанд I, който дели Дом Хабсбург на Австрийска и Испанска линии и се нарича Испанска Нидерландия.

## Владетели

### ДомВалоа, териториални херцози на Бургундия
- Филип II Смели (1384 – 1405), син на крал Жан II, женен за Маргарета III Фландерска
- Жан Безстрашни (1405 – 1419), син
- Филип III Добрия (1419 – 1467), син
- Шарл Дръзки, (1467 – 1477), син

### Дом Валоа, титуларни херцози на Бургундия
- Мария Бургундска (1477 – 1482), дъщеря на Шарл, омъжва се за Максимилиан I Хабсбургски през 1477

### ДомХабсбург, титулар херцог на Бургундия (Хабсбург Нидерландия)
- Филип I Хубави (1482 – 1506), син на Мария; баща му Максимилиан I е регент (1482 – 1493)
- Карл V (1506 – 1555), син на Филип; Маргарета Австрийска, регент (1507 – 1515) и (1519 – 1530)